# Cressanges
Cressanges ist eine französische Gemeinde mit 637 Einwohnern (Stand: 1. Januar 2022) im Département Allier in der Region Auvergne-Rhône-Alpes (vor 2016 Auvergne). Sie gehört zum Kanton Souvigny im Arrondissement Moulins.

## Lage
Die Gemeinde Cressanges liegt im Norden der Auvergne in der historischen Provinz Bourbonnais, etwa 19 Kilometer südwestlich des Stadtzentrums von Moulins. Im Gemeindegebiet entspringen die Flüsse Guèze, Queune, Douzenan und Vezan sowie einige weitere, die alle in den verschiedensten Richtungen entwässern. Nachbargemeinden von Cressanges sind Châtillon und Noyant-d’Allier im Westen und Norden, Souvigny im Norden, Besson im Nordosten und Osten, Bresnay im Osten, Treban im Süden sowie Tronget im Südwesten. Durch die Gemeinde führt die Autoroute A 79.

## Bevölkerungsentwicklung
| Jahr                       | 1962 | 1968 | 1975 | 1982 | 1990 | 1999 | 2006 | 2015 | 2022 |
| -------------------------- | ---- | ---- | ---- | ---- | ---- | ---- | ---- | ---- | ---- |
| Einwohner                  | 971  | 884  | 710  | 693  | 715  | 670  | 661  | 630  | 637  |
| Quellen: Cassini und INSEE |      |      |      |      |      |      |      |      |      |

## Sehenswürdigkeiten

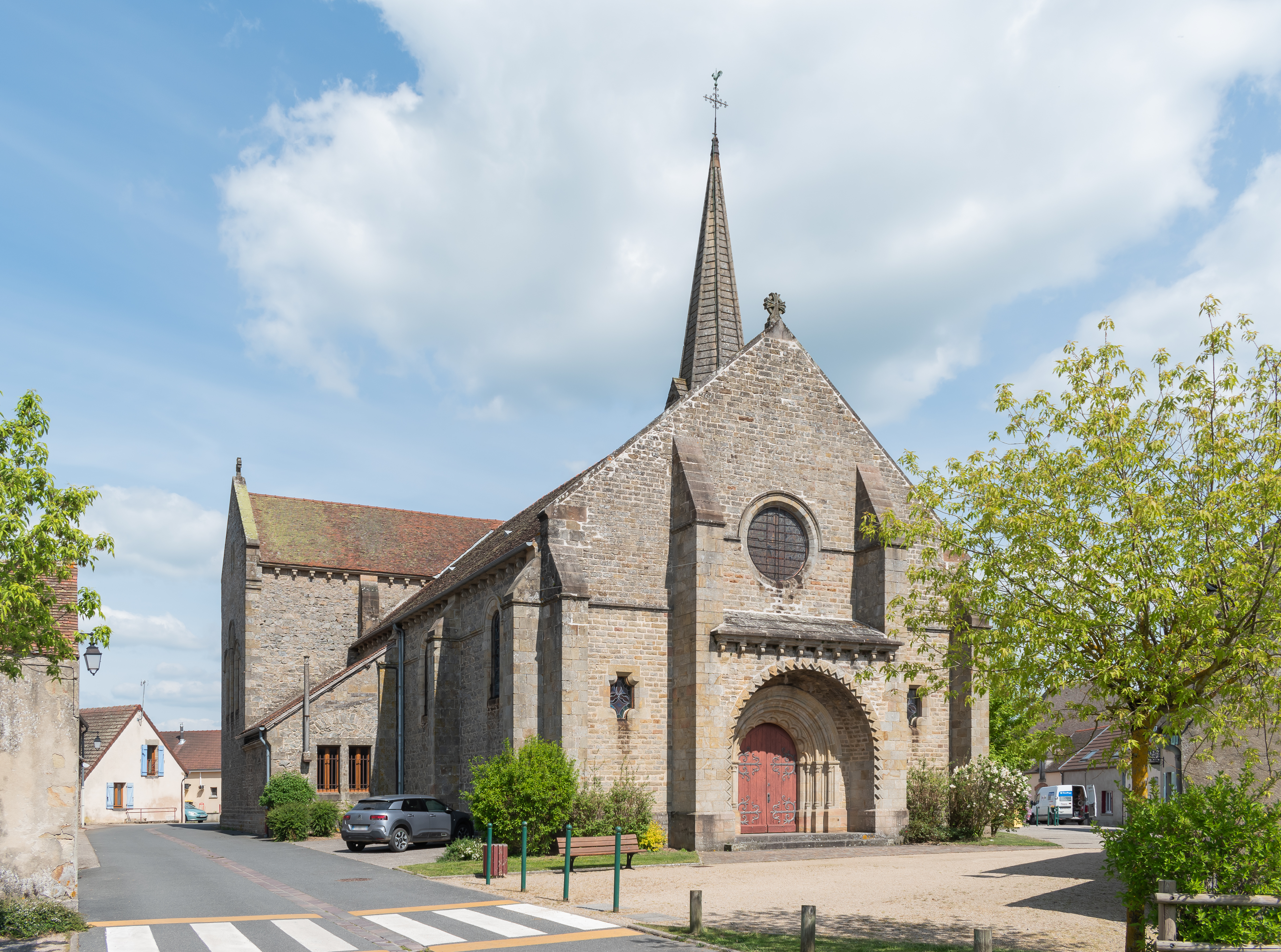
Kirche Saint-Julien
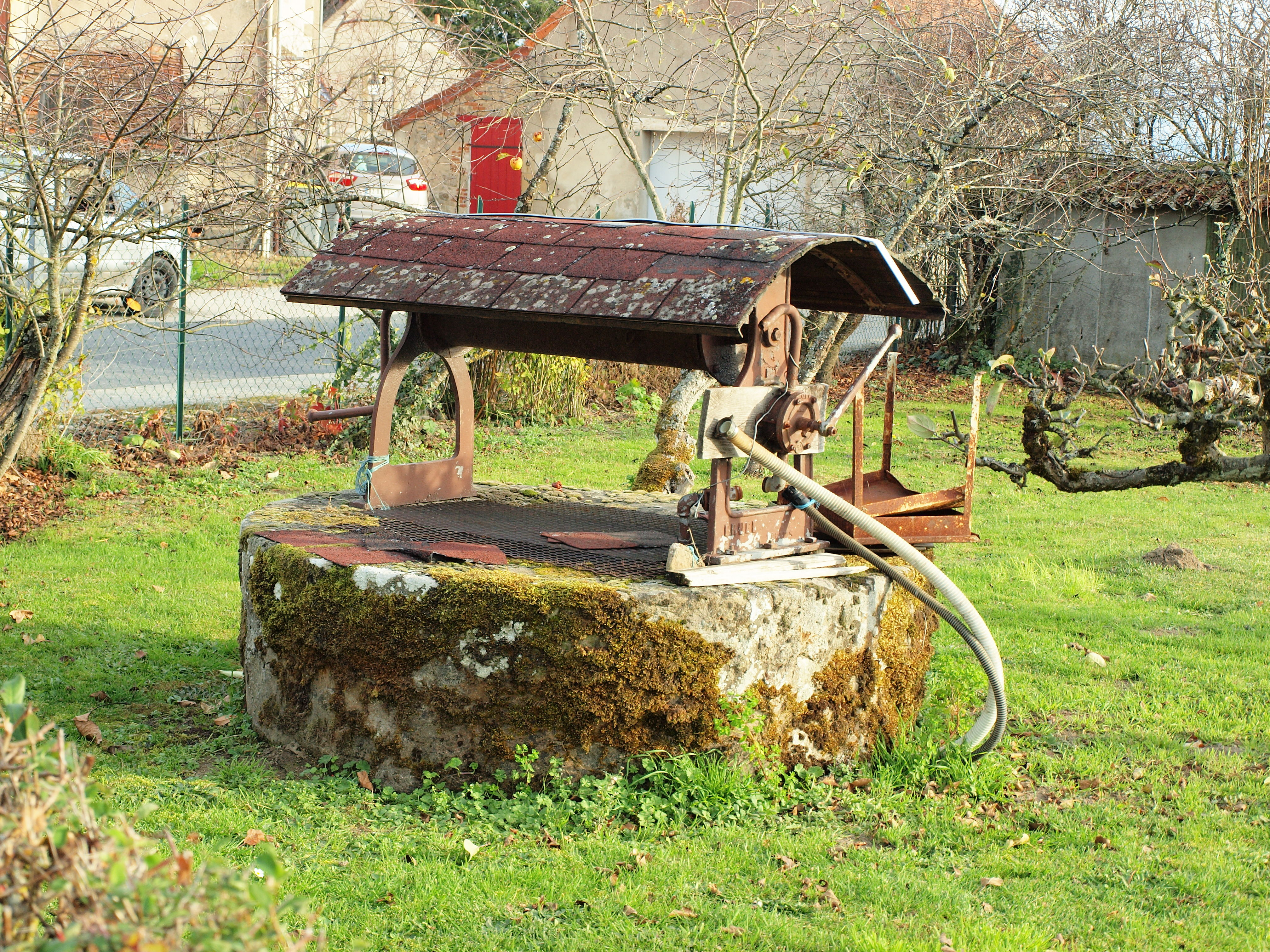
Alter Brunnen
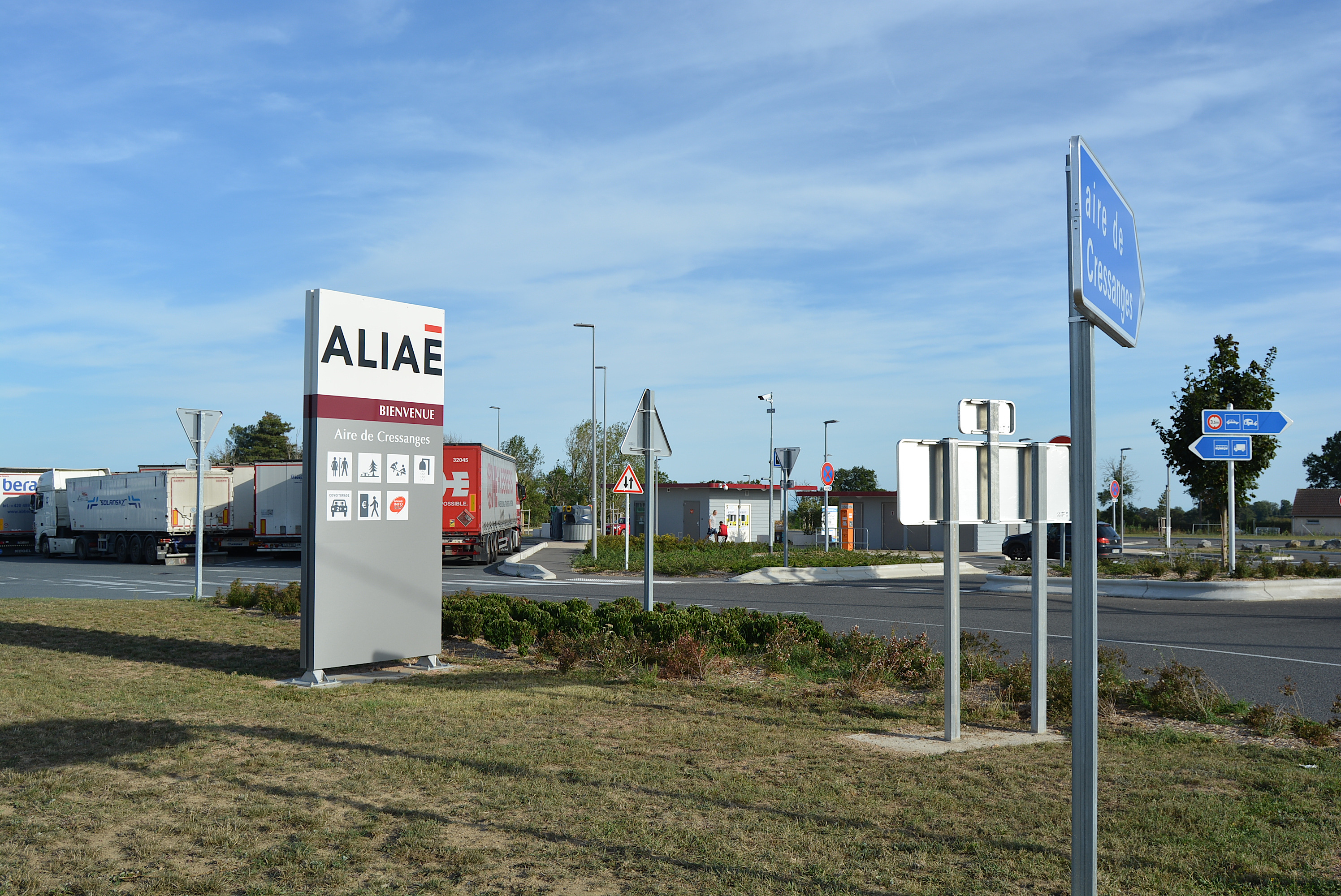
Autobahnraststätte Cressanges

- Schloss Fourchaud aus dem 15. Jahrhundert
- Schloss Les Noix
- Schloss Le Bois Granger
- Schloss Dreuille
- Lavoir

- Kirche Saint-Julien
- Alter Brunnen
- Autobahnraststätte Cressanges